# Benington (Lincolnshire)
Pour les articles homonymes, voir Benington.
Benington est une paroisse civile et un village du Lincolnshire, en Angleterre.